# Недељко Бајић (глумац)
Недељко Бајић (Крушевац, 1976) српски је продуцент и глумац.

## Биографија
Рођен је у Крушевцу. Након завршене гимназије у Београду, одлази на студије у Лондон, где је 2002. дипломирао на Huron University USA (данас носи назив Hult International Business School) са звањем дипломираног економисте. После стечене дипломе проводи неколико година на различитим пословима и пројектима у појединим успешним британским компанијама са седиштем у Лондону. Истовремено активно и ангажовано ради на могућностима остваривања сарадње на пољу филмске и ТВ продукције на релацији Велика Британија – Србија.
Након повратка у Србију, постаје суоснивач и сувласник продукцијске куће Contrast Studios, чији је рад на самом старту био фокусиран на производњу телевизијских и промотивних филмова, кратких корпоративних видео презентација и музичких спотова. Недуго после оснивања, захваљујући великом ангажовању, труду и умећу, Contrast Studios је постао једна од водећих фирми у области филмске и телевизијске продукције на српском тржишту. 
Ожењен је са Ивоном Алурац Бајић, с којом има кћерку Ленку и сина Александра. Живе у Београду.

## Улоге
| Год.       | Назив                                  | Улога                   |
| ---------- | -------------------------------------- | ----------------------- |
| 1990-е     |                                        |                         |
| 1995.      | Трећа срећа                            | Стевица, Драгољубов син |
| 2000-е     |                                        |                         |
| 2009.      | Село гори... и тако                    | Радослав Раковић        |
| 2010-е     |                                        |                         |
| 2007−2017. | Село гори, а баба се чешља (ТВ серија) | Радослав Раковић        |
| 2011.      | Нова Година у Петловцу                 | Радослав Раковић        |
| 2012.      | Лед                                    | Отац Јанко              |
| 2013−2014. | Равна Гора (ТВ серија)                 | Капетан Дејановић       |
| 2014.      | Ургентни центар (ТВ серија)            | Бјелић                  |
| 2015.      | За краља и отаџбину                    | Капетан Дејановић       |
| 2016.      | Браћа по бабине линије                 | Радослав Раковић        |
| 2016.      | Војна академија 3 Нови почетак         |                         |
| 2017–2019. | Пси лају, ветар носи                   | инспектор Павловић      |
| 2020-е     |                                        |                         |
| 2021.      | Азбука нашег живота                    | Горан                   |
| 2023.      | Хероји Халијарда                       | Војислав Лукачевић      |